# 數據行動主義
數據行動主義（英語：Data activism），是一種透過科技和數據的社會實踐。它源自於已存在的行動主義分支文化，例如：駭客和開放原始碼運動。 數據行動主義是一種特定類型的行動主義，被資料基礎架構 (data infrastructure) 啓動和限制。 它可以利用製造與蒐集數位的、自願的開放數據來挑戰現有的權力關係。 這是媒體行動主義的一種形式；但是，這不應與懶人行動主義相混淆。它能透過政治手段和積極主動地使用數位科技和數據來促進社會變遷 (social change)。 數據行動主義的形式可以包括數位人道主義和參與駭客松。隨著科技、開放原始碼軟體和超越個人直接社區交流的普及，數據行動主義已成為一種愈來愈為人知的社會實踐。數據行動主義文化源於前媒體行動主義形式，例如駭客運動 (hacker movements)。數據行動主義的一個決定性特徵是普通公民即可參與，相對於前媒體行動主義則是需要具備菁英技能才能參與。 透過愈來愈多普通用戶的參與，這是民間社會領域對大量數據蒐集的看法和態度已發生了變化的信號。

## 延伸閱讀
- Postill, John. . Pluto Press. 2018  [2024-05-05]. ISBN 978-0-7453-9983-6. （原始内容存档于2020-10-10）.
- . 2021-12-26  [2024-05-05]. （原始内容存档于2024-04-17） （美国英语）.
- . Routledge & CRC Press.   [2024-05-05]. （原始内容存档于2024-08-29） （英语）.

## 外部連結
- 網路自由節 （英文）